# بالانغكارايا
بالانغكارايا (بالإنجليزية: Palangkaraya) هي معلم جغرافي تقع في إندونيسيا في كالمنتان الوسطى. يقدر عدد سكانها بـ 220,223 نسمة ومساحتها 2,678.51 كم2 وترتفع عن سطح البحر 5 متر.